# Kostunrix
Kostunrix is een personage uit de stripverhalen van Asterix en Obelix. De naam komt van kost 'n riks.

## Personage
Kostunrix is een van de bewoners van het dorpje van de onoverwinnelijke Galliërs. Hij wordt gekenmerkt door een blonde haarvlecht, een gezet postuur en hij is een van de weinige personages die nooit schoenen aan heeft. Samen met zijn vrouw Forentientje bezit hij vanaf zijn debuut in Asterix in Hispania een viswinkel. Hij is vanaf dat moment een bijfiguur in de stripreeks. Vanaf De ziener blijkt dat zijn vis rot is. In Asterix in Hispania heeft hij een grote rol, aangezien hij hierin Asterix, Obelix, Idéfix en Pépé een lift geeft naar de Pyreneeën.

## Vissen en vechten
De kwaliteit van de waar die Kostunrix verkoopt, wordt niet door iedereen gewaardeerd. Vooral Hoefnix klaagt regelmatig over de geur van Kostunrix' vissen. Dit onderwerp ligt bij Kostunrix echter erg gevoelig en meestal ontstaat er een gevecht tussen hem en Hoefnix en nog wat andere dorpelingen. 
Ironisch genoeg bevestigt Kostunrix dat zijn vissen niet vers zijn in De grote oversteek, waarin hij vertelt dat hij zijn vis uit Lutetia laat halen in plaats van ze vers te vangen uit de zee die op een steenworp afstand is.

## Naam
In andere talen wordt het personage Kostunrix aangeduid als:
- Duits: Verleihnix
- Engels: Unhygienix (Verenigd Koninkrijk), Epidemix (VS)
- Frans: Ordralfabétix
- Italiaans: Ordinalfabétix
- Spaans: Ordenalfabetix